# Italienische Kolonialtruppen
Italienische Kolonialtruppen (truppe coloniali) gab es von 1885 bis 1943 in den italienischen Kolonien in Afrika. Jede Kolonie hatte eine eigene Kolonialtruppe mit der Bezeichnung Regio Corpo Truppe Coloniali (RCTC) („Königliches Kolonialtruppenkorps“ mit dem Namen der Kolonie als Zusatz), das in der Regel der jeweiligen italienischen Kolonialregierung vor Ort unterstand. Die Offiziere und ein Teil der Unteroffiziere waren Italiener, ansonsten dienten in den Kolonialtruppen einheimische Afrikaner, die umgangssprachlich und verallgemeinernd meist als Askaris bezeichnet wurden, obwohl nicht alle Kolonialtruppen aus Askari-Verbänden bestanden. Italienische Siedler in den Kolonialgebieten konnten dort zum Militärdienst in separaten Einheiten herangezogen werden. Einheiten aller italienischen Kolonialtruppenkorps und anderer italienischer Militärverbände verübten in Afrika Kriegsverbrechen, insbesondere im Zweiten Italienisch-Libyschen Krieg (1922–1932) und im Abessinienkrieg (1935–1941).

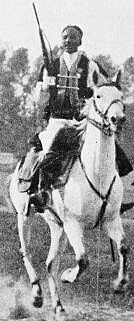
Libyscher Savari

## Truppengattungen
Die aus afrikanischen Kolonialsoldaten bestehenden und von italienischen Kolonialoffizieren befehligten italienischen Kolonialtruppen (RCTC) bestanden aus folgenden landestypischen Truppengattungen:
- Baschi Bozuk: Ursprünglich eine irreguläre osmanische, dann ägyptische Truppe des Khedivat Ägypten, schließlich der italienischen Kolonie Eritrea. Italien stellte erste Sicherheitseinheiten dieser Art 1885 in Assab auf, also noch vor der offiziellen Gründung der Kolonie. Sie wurden bald von regulären Askari-Einheiten abgelöst.

- Askari: Die ersten eritreischen Askari-Einheiten entstanden ab 1888. Zunächst handelte es sich vorwiegend um eine Infanterietruppe, dann wurde die Bezeichnung auch im Bereich der Kavallerie, der Artillerie, bei Kolonialeinheiten von Luftwaffe und Marine, später auch bei der Kolonialpolizei in allen italienischen Kolonialgebieten verwendet. Askari-Verbände wurden ursprünglich als „Indigenen-Bataillone“ bezeichnet, ab 1908 als eritreische und arabisch-somalische Bataillone, ab 1936 nur noch als Kolonialbataillone. Wegen der rechtlichen Gleichstellung Italienisch-Libyens mit dem Mutterland gab es im Zweiten Weltkrieg offiziell libysche Truppen, inoffiziell blieb die Bezeichnung Askari jedoch verbreitet.

- Dubat: Eine ab 1924 in Italienisch-Somaliland rekrutierte irreguläre, leichte, zum Teil berittene Infanterietruppe. Dubat bedeutet „weißer Turban“, der typisch für die Angehörigen der Truppe war. In sogenannten „Banden“ organisiert, dienten sie in erster Linie dem Grenzschutz.

- Meharisten: Eine Kamelreitertruppe, benannt nach den Mehari-Dromedaren. Sie wurde vorwiegend in den südlichen libyschen Wüstengebieten eingesetzt. Im Zweiten Weltkrieg dienten Meharisten auch in motorisierten Spezialeinheiten, die unter anderem mit der Camionetta Sahariana ausgerüstet waren und sich gut gegen die britische Long Range Desert Group bewährten.

- Savari: Eine reguläre libysche Kavallerietruppe, auf libyschen Pferden, nach italienischem Muster organisiert. Diese Truppe war stark in die genozidalen Operationen im Osten Libyens involviert.[1]

- Spahis: Eine irreguläre leichte libysche Kavallerietruppe, deren Bezeichnung auf eine osmanische Reitertruppe zurückgeht. Im Gegensatz zu den italienisch organisierten Savari hatten die Spahis eine eigene Ausrüstung, Organisation und Einsatztaktik. Sie übernahmen vorwiegend Aufklärungs- und Grenzschutzaufgaben.[2]

- Amhara-Reiter: Berittene Askaris in Ostafrika, aufgestellt um 1939, unter dem Befehl von Amedeo Guillet.[3]

- Zaptié: Eine Polizeitruppe osmanischen Ursprungs, die von den Carabinieri organisiert wurde, erstmals 1888 in Eritrea. Gemeinsame Streifen von Carabinieri und Zaptié waren in allen italienischen Kolonialgebieten typisch. Ab 1936 wurden Carabinieri und Zaptié von der zivilen Polizia dell’Africa Italiana (PAI) ergänzt, in der auch Einheimische dienten.[4]

In den italienischen Kolonien gab es Militärverbände mit der Zusatzbezeichnung d’Africa, die nicht aus indigenen Truppen bestanden, sondern aus Italienern. Die Cacciatori d’Africa oder „Afrikajäger“ bestanden aus italienischen Siedlern in den Kolonien und aus Freiwilligen aus Italien. Die teilweise milizartigen Afrikajäger waren eine leichte Infanterietruppe, zum Teil auch motorisiert oder beritten. Andere Verbände mit dem Zusatz d’Africa bestanden ab 1935 aus Wehrpflichtigen, Freiwilligen oder Strafversetzen aus Italien.
Bei den italienischen Kolonialtruppen waren in der Infanterie lange Zeit selbständige Bataillone die Regel, die bei Bedarf zu regimentsäquivalenten Verbänden mit unterschiedlicher Bezeichnung und diese gegen Ende der kolonialen Epoche dann auch zu Brigaden (besonders in Italienisch-Ostafrika), Divisionen und Armeekorps zusammengefasst wurden. Im Bereich der Kavallerie (Meharisten, Savaris, Spahis, berittene Dubats) blieb die Eskadron (oder ähnlich personalstarke „Banden“) die zentrale Einheit, genauso wie die Batterie bei der Artillerie, die bei Bedarf zu Abteilungen (Bataillon) zusammengefasst wurden. Weitere spezialisierte Kolonialtruppen kamen in der Regel über die Kompanieebene nicht hinaus.
Zur logistischen Unterstützung der Kolonialtruppen bestand ein Depot in Neapel, von wo aus es die meisten Schiffsverbindungen zu den Kolonien gab, und ein Versorgungsstützpunkt in Syrakus auf Sizilien. Diese beiden Einrichtungen unterstanden ab 1915 bzw. 1922 dem Kolonialministerium, das zusammen mit dem Kriegsministerium für die Kolonialtruppen administrativ zuständig war.

## Kolonialtruppenkorps
- Regio Corpo Truppe Coloniali dell’Eritrea (1891–1936)
- Regio Corpo Truppe Coloniali della Somalia (1908–1936)
- Forze Armate dell’Africa Orientale Italiana (1936–1941)
- Regio Corpo Truppe Coloniali per la Tripolitania e per la Cirenaica (1914)
- Regio Corpo Truppe Coloniali della Tripolitania (1914–1935)
- Regio Corpo Truppe Coloniali della Cirenaica (1914–1935)
- Regio Corpo Truppe Coloniali della Libia (1935–1939)
- Regio Corpo Truppe Libiche (1939–1943)

Die beiden ersten Kolonialtruppenkorps in Eritrea und Somalia wurden 1936 im Zug der italienischen Besetzung Äthiopiens und der Gründung Italienisch-Ostafrikas zu den „Streitkräften Italienisch-Ostafrikas“ (Forze Armate dell’Africa Orientale Italiana) zusammengefasst, die bis zur italienischen Niederlage im Ostafrikafeldzug 1941 bestanden. Diese Streitkräfte unterschieden sich hinsichtlich der Aufgaben und der inneren Zusammensetzung nur unwesentlich von den beiden ursprünglichen Kolonialtruppenkorps.
Die beiden Kolonialtruppenkorps in Nordafrika wurden wegen der Fusion (1934) der beiden italienischen Kolonien Tripolitanien und Kyrenaika zur Kolonie Italienisch-Libyen im Jahr 1935 zum Kolonialtruppenkorps Libyen zusammengefasst. Weil Libyen im Jahr 1938 dem italienischen Mutterland gleichgestellt und somit nicht mehr als Kolonie betrachtet wurde, änderte sich auch der Status und die Bezeichnung des Kolonialtruppenkorps Libyen 1939 entsprechend in „Königliches Korps Libyscher Truppen“. Es bestand bis zum Ende des Afrikafeldzuges Anfang 1943.

### Regio Corpo Truppe Coloniali dell’Eritrea

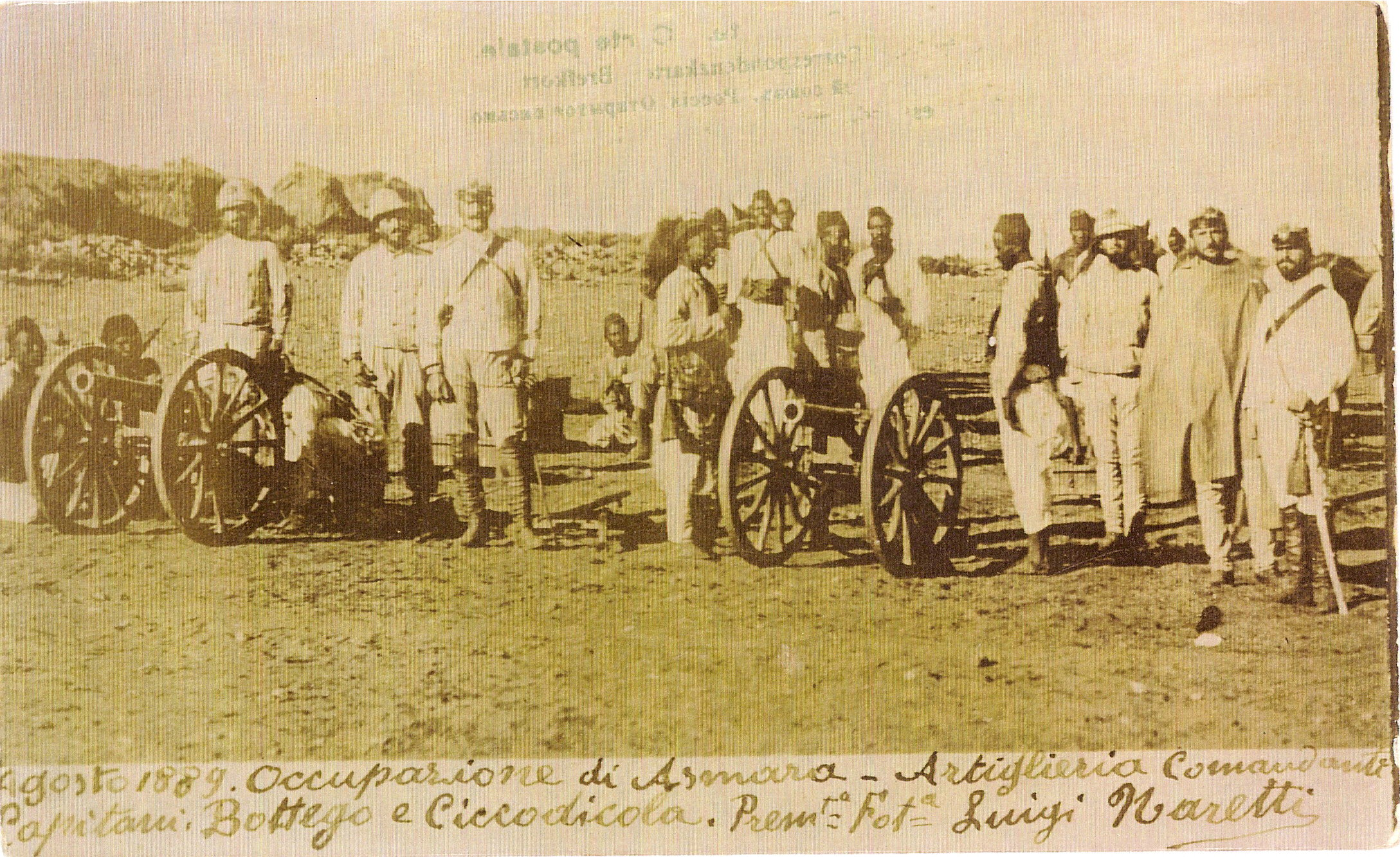
Kolonialartillerie, Eritrea, 1889

Nachdem italienische Truppen im Februar 1885 in Massaua und Assab gelandet waren, formierte man noch im selben Jahr zwei Einheiten aus vormals ägyptischen Baschi Bozuk zur Unterstützung der italienischen Kräfte. Die Einheiten baute man mit weiteren, als Askari bezeichneten Männern aus, die sich zu Beginn des Eritreakriegs bewährten, weswegen bis 1889 vier Askari-Bataillone, eine Kavallerie-Eskadron, eine Batterie Artillerie und kleine Zaptié-Sicherheitseinheiten folgten, die 1892 mit weiteren kleineren Einheiten als „Königlich Afrikanische Truppen“ offiziell Teil des italienischen Militärs wurden. Die Bataillone hatten römische Nummern und farbige Erkennungszeichen; bis zum Italienisch-Äthiopischen Krieg (1895–1896) wurden es acht, bis 1902 waren es im „Königlichen Kolonialtruppenkorps“ wieder vier. Wegen des Bedarfs an Truppen in Somalia, wegen des Italienisch-Türkischen Krieges und des Ersten Weltkriegs stellte man die vier aufgelösten Bataillone bis Nummer VIII ab 1911 wieder auf und bildete vorübergehend weitere (bis Nummer XXV), von denen einige nach Libyen entsandt und mit dortigem Personal ergänzt wurden; 1919 verblieben in Eritrea wieder acht Bataillone, 1920 sechs und 1922 fünf, hinzu kamen eine Kavallerie-Eskadron und fünf Artillerie-Einheiten und Sicherheitskräfte, die zusammen mit italienischen Truppen dem RCTC-Stab in Asmara unterstanden. Für die Unterwerfung ganz Libyens stellte das RCTC Eritreas ab 1922 elf eritreische Bataillone, ab 1931 blieben noch vier vor Ort.
Neben diesen eritreischen Kräften umfasste das RCTC Eritreas zeitweise sechs bis sieben italienische Afrikaregimenter zu je drei Infanteriebataillonen, die mit den eritreischen Bataillonen, Artillerie- und kleineren Unterstützungseinheiten zu Brigaden formiert werden konnten.
Für den 1935 begonnenen Abessinienkrieg mobilisierte das RCTC Eritreas ein Armeekorps mit der 1. und 2. eritreischen Division und acht gemischten Brigaden (I bis VIII) mit insgesamt 28 Infanteriebataillonen, einem Kavallerieverband und vier Gebirgsartillerie-Verbänden (12 Batterien). Nach dem Ende des Krieges ging das RCTC Eritreas in den Streitkräften Italienisch-Ostafrikas auf.

### Regio Corpo Truppe Coloniali della Somalia

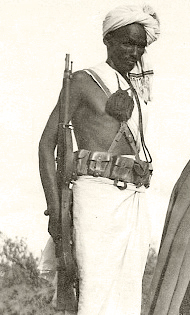
Dubat, Somalia, 1938

Die Verwaltung der Kolonie Italienisch-Somaliland oblag bis 1905 den privaten Kolonialgesellschaften Filonardi und Benadir, danach stand sie unter direkter Kontrolle der italienischen Regierung. Den Kolonialgesellschaften standen irreguläre Askari zur Verfügung, deren Anzahl die Benadir-Gesellschaft bis Ende 1902 auf rund 1100 brachte. Im Jahr 1903 begann eine Neuordnung, bei der man das Kolonialtruppenkorps in Eritrea als Vorbild nahm. Am 15. April 1904 entstand eine Truppe mit der Bezeichnung Guardie del Benadir, die zwölf Kompanien und eine kleine Milizorganisation umfasste. Im Zug der Übernahme der Kolonie durch die italienische Regierung wurde die Truppe Anfang 1906 in Regio Corpo Truppe Indigene del Bandir und 1908 in Regio Corpo Truppe Coloniali della Somalia Italiana umbenannt und auf 3500 Mann gebracht, die in Kompanien organisiert waren. Die italienischen Carabinieri wurden bei ihren Polizeiaufgaben auch hier von einheimischen Zaptié unterstützt. In dieser Organisation trug das Kolonialtruppenkorps zur Erweiterung des italienischen Kolonialgebietes bei, wobei einige Aufstände niedergeschlagen wurden.
Ein erstes somalisches Bataillon wurde im Jahr 1913 aufgestellt und umgehend nach Libyen entsandt. Drei weitere Bataillone bildete man ab 1923, die nach eritreischem Vorbild wiederum farbliche Erkennungszeichen hatten. Nach der Besetzung des Oltre Giuba entstand dort 1924 eine separate, rund 2000 Mann starke, im Wesentlichen in Kompanien organisierte Kolonialtruppe, die 1926 in die somalische integriert wurde; danach bestand letztere bis 1929 aus sechs, dann vier Bataillonen mit einigen separaten Unterstützungseinheiten, von denen die der Artillerie in etwa einem weiteren Bataillon entsprachen. Ab 1924 standen zusätzlich irreguläre Dubats für Grenzschutzaufgaben in italienischen Diensten. Insgesamt hatte das somalische RCTC in der Regel nicht mehr als 5000 Mann. Für den Abessinienkrieg mobilisierte es zwölf Infanteriebataillone in vier regimentsstarken Kampfgruppen, eine Dubat-Kampfgruppe, ein leichtes Panzerbataillon, Artillerie-Einheiten, die insgesamt in etwa Regimentsstärke hatten, und einige weitere kleine Unterstützungseinheiten. Nach dem Ende des Krieges ging 1936 auch das somalische RCTC in den Streitkräften Italienisch-Ostafrikas auf.

### Forze Armate dell’Africa Orientale Italiana

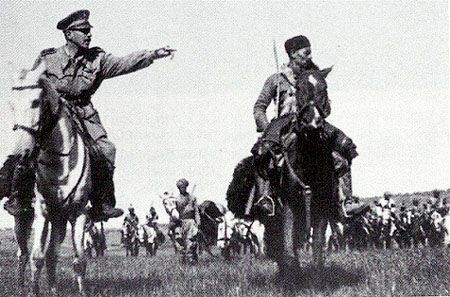
Guillet mit Amhara-Reitern

Die von 1936 bis 1941 bestehenden Streitkräfte Italienisch-Ostafrikas hatten zunächst eine Sollstärke von 21.000 italienischen und 43.000 ostafrikanischen Kolonialsoldaten. Das Hauptquartier befand sich in Addis Abeba; diesem unterstand dort als Reserve die italienische 65. Infanteriedivision Granatieri di Savoia mit den beiden Grenadierregimentern 10 und 11, dem 60. Divisionsartillerie-Regiment und kleineren Unterstützungseinheiten sowie die im Frieden nicht aktive 40. Reservedivision Cacciatori d’Africa (Infanterieregimenter 210 und 211). Italienisch-Ostafrika wurde in fünf Militärzonen unterteilt mit Sitz des jeweiligen Stabes in Asmara (I.), Gonder (II.), Harar (III.), Jimma (IV.) und Mogadischu (V.), hinzu kam das nicht nummerierte Gebiet um die Hauptstadt (Shewa). In diesen Militärzonen waren jeweils zwei bis vier Kolonialtruppenbrigaden stationiert, die sich jeweils meist in drei bis fünf Infanteriebataillone, eine Artillerieabteilung und selbständige Unterstützungskompanien (Pioniere, Sanitäter, Nachschub) gliederten. Daneben hatten diese Zonen weitere selbständige Bataillone und kleinere Unterstützungseinheiten auch italienischer Afrikatruppen und faschistischer Schwarzhemden. In Shewa gab es, von der genannten Division Granatieri di Savoia abgesehen, einen einzigen brigadestarken Verband Schwarzhemden, ein Pionierregiment, einen Transportverband und die sonstigen Unterstützungseinheiten mit italienischem Personal.
Im Oktober 1939 brachte man die Anzahl der Kolonialbrigaden auf 23 und die Personalstärke auf insgesamt 52.000 italienische und 148.000 ostafrikanische Kolonialsoldaten. Im weiteren Verlauf der Mobilmachung unterteilte man das Kolonialgebiet in die drei Sektoren Nord, Ost und Süd sowie die autonome Region Giuba. Am 10. Juni 1940 befanden sich in dem militärisch so unterteilten Italienisch-Ostafrika 50.000 italienische und 188.000 ostafrikanische Kolonialsoldaten sowie rund 27.000 Schwarzhemden, die im Wesentlichen in zwei italienischen Divisionen (65. und 40.), elf kurzlebigen Kolonialdivisionen mit 28 Kolonialbrigaden und in einen brigadestarken Schwarzhemdenverband mit meist veralteter Ausrüstung organisiert waren.
Nach der Eroberung Britisch Somalilands im Sommer 1940 erfolgte ab Januar 1941 der Gegenangriff der Commonwealth-Truppen aus dem Sudan und aus Kenia heraus. Der italienische Vizekönig Amadeus von Savoyen befahl daraufhin einen Rückzug in leichter zu verteidigende Gebirgsregionen, wo sich die Kämpfe bis Mai 1941 hinzogen, im Raum Gonder noch bis November. Damit endete auch die Geschichte der italienischen Kolonialtruppen in Ostafrika.

### Regio Corpo Truppe Coloniali per la Tripolitania e per la Cirenaica
Noch während des Italienisch-Türkischen Krieges wurden im Februar 1912 in Libyen drei Kolonialeinheiten mit insgesamt rund 600 Einheimischen für Sicherungsaufgaben aufgestellt und deren Anzahl im folgenden September verdoppelt. Ab September 1912 bildete das italienische Militär mit libyschem Personal zehn Infanteriebataillone (I. bis X.), fünf Savari-Eskadrons, eine Eskadron Meharisten, zwei Artillerie- und weitere kleinere Unterstützungseinheiten sowie ein kleines Zaptié-Korps zur Ergänzung der Carabinieri, die im Italienisch-Libyschen Krieg den Ausbau der italienischen Kolonialherrschaft unterstützten.
Mit einem Dekret vom 22. Januar 1914 wurde das Königliche Kolonialtruppenkorps für Tripolitanien und die Kyrenaika gebildet, jedoch bereits wenige Wochen später geteilt, sodass die Kolonialregierungen der beiden Gebiete jeweils eine eigene Kolonialtruppe zur Verfügung hatten. Während des Ersten Weltkriegs beschränkten sich die italienisch kontrollierten Gebiete in Libyen auf größere Küstenorte; von 1922 bis 1931 unterwarf Italien das Land im zweiten Italienisch-Libyschen Krieg vollständig, wobei es in der Kyrenaika zu einem Genozid kam.

### Regio Corpo Truppe Coloniali della Tripolitania
Anfang 1923 umfasste das RCTC Tripolitaniens sechs libysche Bataillone, sechs eritreische Bataillone, sieben Savari-Eskadrons, vier Sahara-Abteilungen (überwiegend Meharisten) zur Sicherung der Wüstengebiete sowie eine Spahis-Eskadron und Zaptié für Polizeiaufgaben. Die zusätzlichen italienischen Afrikatruppen dieses RCTC bestanden aus zwei Infanteriebataillonen, einem Verband Schwarzhemden, einer gepanzerten Eskadron, vier Artilleriebatterien, drei Pionierkompanien und anderen kleineren Unterstützungseinheiten. Die Personalstärke lag 1923 bei insgesamt rund 14.000 Mann.
Nach Abschluss des Kolonialkriegs verkleinerte man die Truppe 1931 auf vier libysche und zwei eritreische Bataillone, ein Kavallerie-, ein Artillerie- und ein Pionierkommando, jeweils in Bataillonsstärke mit libyschem Personal, außer bei den Pionieren. Hinzu kam ein Infanteriebataillon und kleinere Unterstützungseinheiten mit italienischem Personal. Für die südlichen Wüstengebiete des Fessan bestanden zusätzlich vier, zum Teil motorisierte Kompanien und Meharisten-Kompanien. In dieser Form bestand das RCTC Tripolitaniens bis 1935.

### Regio Corpo Truppe Coloniali della Cirenaica

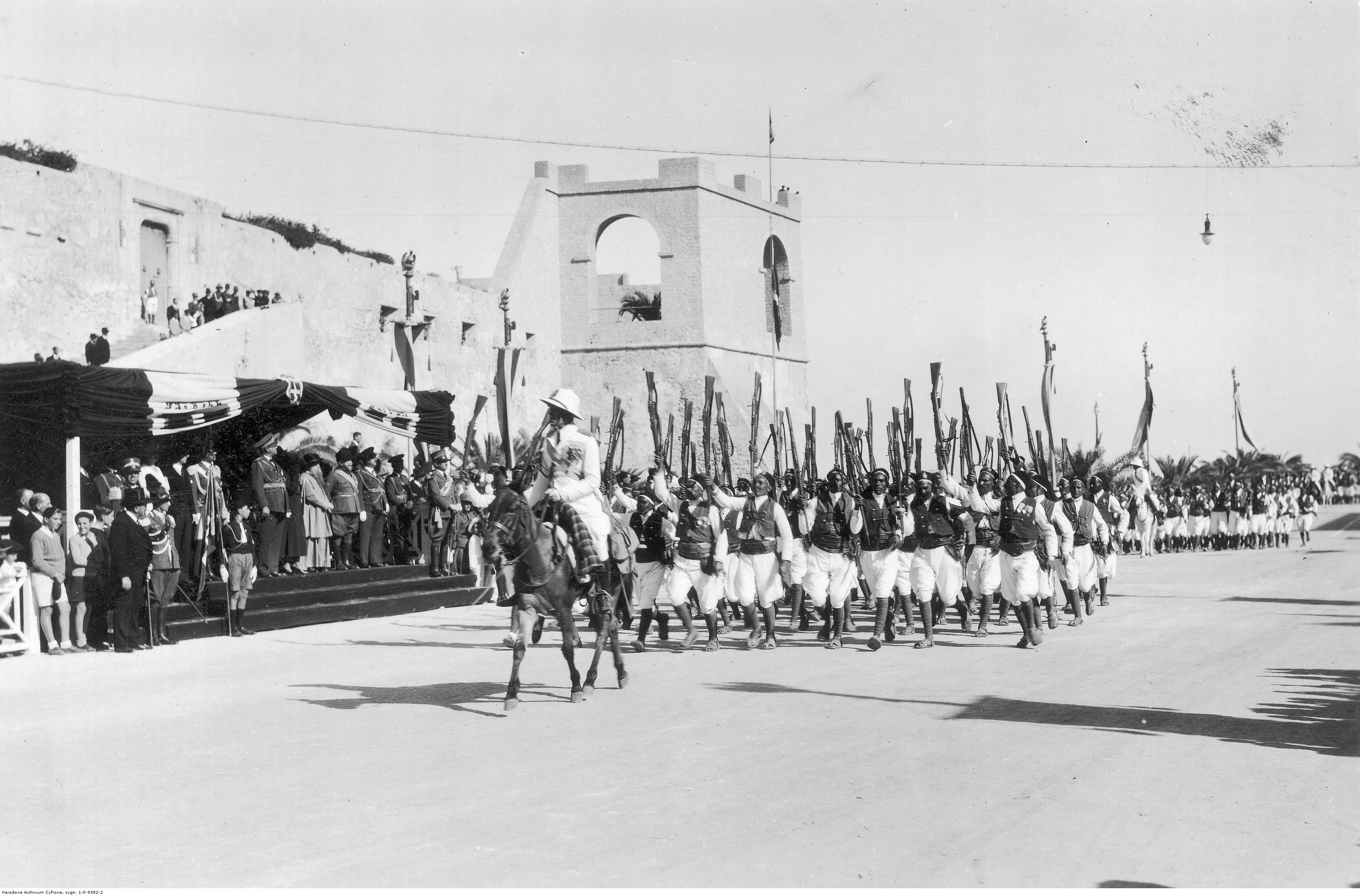
Parade in der Kyrenaika, 1932

Wegen des großen Widerstands in der Kyrenaika bestand das dortige RCTC vorwiegend aus eritreischem und italienischem Personal. Das RCTC der Kyrenaika umfasste 1923 nur ein einziges libysches Bataillon, fünf eritreische Bataillone, drei Savari-Eskadrons, fünf irreguläre berittene Einheiten und eine Eskadron Meharisten. An zusätzlichen italienischen Afrikatruppen gab es drei Infanteriebataillone, einen Verband Schwarzhemden, eine gepanzerte Eskadron, Artillerie in Bataillonsstärke mit Personal aus Libyen, Eritrea und Italien, dazu Pionier-, Transport- und kleinere Unterstützungseinheiten. Während des Feldzuges in der Kyrenaika wurde dessen RCTC verstärkt und um Verbände anderer RCTC und aus Italien ergänzt. Im Jahr 1927 entstand ein zweites, 1928 ein drittes libysches Bataillon. Für die abschließende Operation gegen die Kufra-Oasen wurden 1930 die zusätzlichen Bataillone vorübergehend aufgelöst und dafür die Meharisten verstärkt und reorganisiert. Im Jahr 1935 wurde nach der Fusion der beiden Kolonien Tripolitanien (mit Fessan) und Kyrenaika zur Kolonie Italienisch-Libyen das RCTC der Kyrenaika mit dem Tripolitaniens vereinigt.

### Regio Corpo Truppe Coloniali della Libia
Für das RCTC Libyens sah man 1935 folgende Truppenteile vor: im Bereich der Infanterie zwei italienische Afrika-Regimenter (inkl. leichte Panzer und Schwarzhemden) und fünf Kolonialregimenter, dazu sieben Sahara-Abteilungen, zwei motorisierte Sahara-Kompanien und drei Sicherungskompanien; darüber hinaus zwei Abteilungen Kolonialkavallerie (Savari und Spahis), zwei Regimenter Kolonialartillerie und ein Pionierregiment mit italienischem Personal sowie kleinere Unterstützungseinheiten. Das Hauptquartier befand sich in Tripolis, es gab jedoch etliche abgesetzte Dienststellen und Unterstützungseinheiten in Bengasi. Die Personalstärke lag im Frieden bei rund 18.300 Mann, davon 13.000 Libyer. Für den Abessinienkrieg mobilisierte das libysche RCTC ab 1935 die 1. Kolonialdivision Libia und kleinere Verbände und Einheiten; mit eritreischen Truppen aus Libyen wurde das eritreische Armeekorps in Eritrea (1. und 2. eritreische Division) vervollständigt. Gleichzeitig verlegte man vorübergehend Truppen von Italien an die Grenze zu Ägypten, um auf britische Maßnahmen gegen den Abessinienkrieg reagieren zu können.
Nach dem Krieg in Ostafrika wurden die dort eingesetzten libyschen Verbände 1936 wieder abgezogen, das libysche RCTC auf Friedensstärke verringert und auch die von Italien nach Libyen verlegten Truppen wieder an ihre Friedensstandorte gebracht. Bereits im folgenden Jahr 1937 begann Italien wegen der außenpolitischen Spannungen seine Truppen in Libyen wieder zu verstärken, insbesondere mit dem XX. Korps mit zwei Divisionen in Tripolitanien und dem XXI. Korps mit zwei Divisionen in der Kyrenaika.
Da Libyen ab 1938 nicht mehr als italienische Kolonie betrachtet wurde, sondern als integraler Bestandteil Italiens, wurde das Kolonialtruppenkorps entsprechend umbenannt in „Korps libyscher Truppen“.

### Regio Corpo Truppe Libiche
Trotz der rechtlichen Statusänderung und der entsprechenden Umbenennung war das „Königliche Korps libyscher Truppen“ weiterhin wie eine Kolonialtruppe organisiert: Offiziere und ein Teil der Unteroffiziere stammten aus Italien, der andere Teil der Unteroffiziere und die Mannschaften stammten aus Libyen und auch aus anderen Kolonialgebieten. Der Generalstab der libyschen Truppen befand sich ab 1938 in Tripolis, ein regionales Unterkommando für den Osten Libyens gab es in Bengasi, hinzu kam ein weiteres für die südlichen Wüstengebiete, zwei Divisionsstäbe und ein Kavalleriekommando.

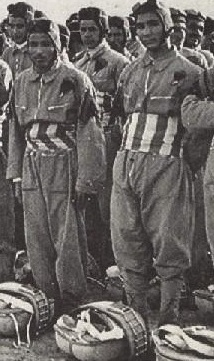
Libysche Fallschirmjäger

Die libysche Infanterie umfasste acht Bataillone, fünf selbständige Kompanien, eine Ausbildungskompanie sowie kleinere Sicherungseinheiten. Die libysche Kavallerie bestand aus einer Spahis- und aus einer Savari-Abteilung, die Artillerie aus acht Abteilungen unterschiedlicher Art, die Pioniertruppe aus zwei Bataillonen. Die territoriale Organisation umfasste zwei Militärdistrikte, zuständig vor allem für Rekrutierung und Verwaltung, und verschiedene territoriale Dienste im Bereich Sanitätswesen, Verwaltung, Artillerie, Pionier- und Transportwesen, in der Regel mit Dienststellen in Tripolis und Bengasi.
Eine separate Organisation hatten die Kräfte in den südlichen Wüstengebieten: sie bestanden aus einem zum Teil luftbeweglichen Sahara-Bataillon, einer Kompanie Fessan-Meharisten und einer Dschufra-Kompanie. Hinzu kamen jeweils eine Verwaltungs-, Sanitäts-, Artillerie-, Pionier-, Transport- und Veterinärdienststelle. Im Jahr 1938 gründete der italienische Generalgouverneur und Oberbefehlshaber in Libyen, Italo Balbo, in Castelbenito bei Tripolis auf eigene Faust eine Fallschirmjägertruppe, die 1939 von Rom nachträglich genehmigt wurde.
Insgesamt hatte das Korps libyscher Truppen 1938 eine Friedensstärke von rund 12.000 Mann, davon 9500 Libyer. Ab September 1939 wurde es kriegsbedingt auf rund 28.000 Mann verstärkt. Die beiden seit 1938 vorgesehenen libyschen Divisionen stellte man am 1. März 1940 aus bereits vorhandenen Bataillonen offiziell auf. Diese hatten jeweils zwei regimentsstarke Kampfgruppen Infanterie, Artillerie-Einheiten in Regimentsstärke, ein gemischtes Pionierbataillon und kleinere Unterstützungseinheiten mit einer Gesamtstärke von rund 7200 Mann je Division. Vorübergehend und inoffiziell trugen die 1. und die 2. libysche Division auch die Namen ihrer jeweiligen Kommandeure, Sibelle und Pescatori. Hinzu kam die separate, zum Teil motorisierte „Kampfgruppe Maletti“ mit fünf Infanteriebataillonen, zwei leichten Panzerkompanien, zwei Artillerieabteilungen und kleineren Unterstützungseinheiten, die manchmal als 3. libysche Division bezeichnet wurde. Die 1. Division unterstand 1940 zunächst als Armeereserve der 10. Armee im Osten Libyens, die 2. der 5. Armee im Westen. Für die Invasion Ägyptens wurde unter anderem auch die 2. libysche Division und die Kampfgruppe Maletti der 10. Armee unterstellt, in der es dann auch einen Korpsstab der „Gruppe libyscher Divisionen“ gab. Diese libyschen Verbände wurden im Dezember 1940 in und um Sidi Barrani gleich zu Beginn der britischen Gegenoffensive (Operation Compass) geschlagen.
Die wenigen verbliebenen libyschen Truppen wurden während des Afrikafeldzugs vor allem in den südlichen Wüstengebieten eingesetzt, wo man einzelne Kompanien zu Aufklärungszwecken neu aufstellte, motorisierte und ihnen auch eine kleinere Anzahl an Aufklärungsflugzeugen zuteilte. Diese Kompanien wurden zur Sahara-Kampfgruppe Mannerini (Raggruppamento sahariano “Mannerini”) zusammengefasst, die Anfang 1943 als gemischt italienisch-arabischer, rund 6000 Mann starker Spezialverband mit der 1. Armee am Tunesienfeldzug teilnahm. Die Geschichte dieser letzten libyschen Einheiten endete im April 1943 bei Akarit.

## Ausrüstung
Die Kolonialtruppen erhielten meist Waffen, die von Heeresverbänden in Italien ausrangiert worden waren. Das Carcano-Gewehr Modell 1891, die Standardwaffe der italienischen Infanterie in beiden Weltkriegen, war zwar bis 1940 auch in den Kolonialtruppen verbreitet, hatte dort aber eine italienische Version des Schweizer Vetterligewehrs aus den 1870er Jahren noch nicht völlig abgelöst. Nach dem Ersten Weltkrieg wurden ehemals österreich-ungarische Mannlicher M95-Gewehre von den Kolonialtruppen übernommen. Auch bei den Maschinengewehren waren ältere, gebrauchte Waffen verbreitet, darunter eine italienische Version des Maxim-Maschinengewehrs. Die Kavallerie war mit Gewehren, Säbeln und Lanzen (teils aus Bambus) ausgerüstet, die Artillerie nach 1918 überwiegend mit relativ leichten Gebirgs- oder Beutegeschützen. Höhere Unteroffiziere und Zaptié führten Revolver als Ordonnanzwaffe. Trotz der Ausdehnung der Kolonialgebiete blieb der Motorisierungsgrad unzureichend.

## Uniformen
In der Regel trugen italienische Kolonialtruppen weiße oder khakifarbene Uniformen. Der Brauch, Kolonialtruppenverbände durch unterschiedliche Farben zu identifizieren, übertrug sich auf die Uniformen. Meist waren Leibbinden in den entsprechenden Farben gehalten und Fes, Turban oder sonstige Kopfbedeckungen mit ihnen verziert. Bei den italienischen Offizieren waren die Dienstgradabzeichen entsprechend paspeliert. Das Schuhwerk der Kolonialsoldaten richtete sich nach den örtlichen Traditionen; Lederstiefel, Sandalen oder Barfüßigkeit waren möglich. Die für italienische Soldaten typischen Aktivitätssterne am Kragen (oder im Kragenspiegel) hatten afrikanische Kolonialsoldaten nicht, die libyschen Truppen erhielten sie jedoch 1939 wegen der Gleichstellung Libyens mit dem Mutterland. Embleme und Verzierungen der Zaptié-Uniformen richteten sich nach denen der Carabinieri.

## Dienstgrade
Nachstehende Dienstgrade und Dienstgradabzeichen waren einheimischen Kolonialtruppen vorbehalten. Offiziere und andere italienische Soldaten hatten reguläre italienische Dienstgrade und Abzeichen, nicht die der Kolonialtruppen.
| Rang        | Oberstabsfeldwebel | Stabsfeldwebel | Hauptfeldwebel  | Sergeant   | Korporal | Gefreiter | Kolonialsoldat               |
| ----------- | ------------------ | -------------- | --------------- | ---------- | -------- | --------- | ---------------------------- |
| Abzeichen   |                    |                |                 |            |          |           | Abzeichen der Truppengattung |
| Italienisch | Sciumbasci capo    | Sciumbasci     | Bulucbasci capo | Bulucbasci | Muntaz   | Uachil    | Ascaro (u. a.)               |

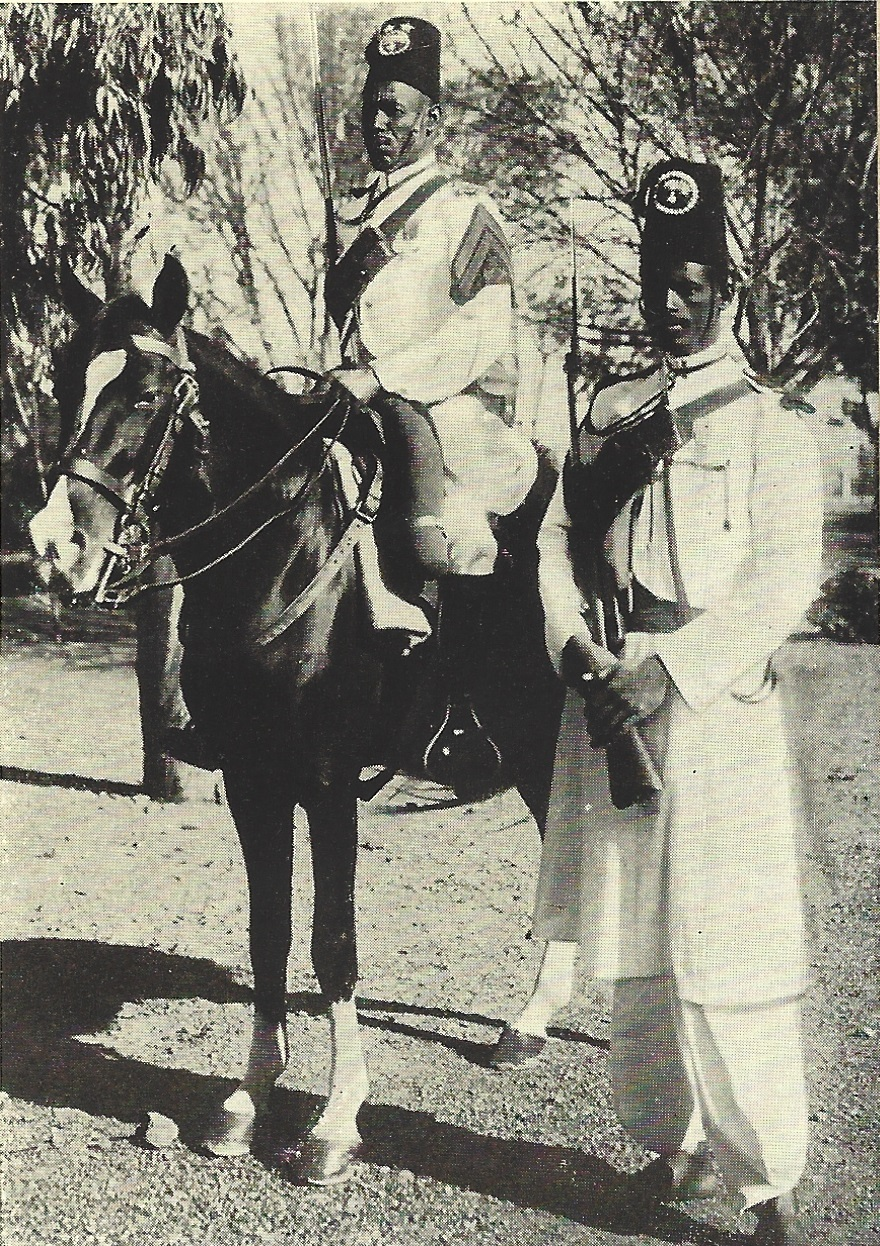
Libysche Askari

Die Rangbezeichnung Sciumbasci (Schumbaschi) ist der tigrinischen Sprache entlehnt und bedeutet machtbefugt. In Somalia und bei den libyschen Zaptié hieß der Dienstgrad zeitweise Jusbasci und war dem osmanisch-türkischen Yüzbaşı und dessen arabischer Variante (يوزباشي) entlehnt. Diese höchsten Unteroffizierdienstgrade hatten eine offizierähnliche Stellung und können mit dem ehemaligen deutschen Feldwebelleutnant und dem angelsächsischen Warrant Officer in Verbindung gebracht werden. Der Bulucbasci (Bulukbaschi) geht klar auf den osmanischen Bölükbaşı zurück.
Ergänzt wurden die Dienstgradabzeichen durch ein bis drei rot-, silber- oder goldfarbene Sterne, die für das Dienstalter standen. Beispielsweise wurde ein rotfarbener Stern nach zwei Dienstjahren verliehen, zwei silberfarbene Sterne nach 14 Jahren, drei goldfarbene nach 28 Jahren. Darüber hinaus konnten stilisierte Kronen zum Rangabzeichen kommen, die für Beförderungen auf Grund von Kriegsverdiensten standen, sowie Verwundetenabzeichen. Im Allgemeinen umfasste das Rangabzeichen auch das der jeweiligen Truppengattung oder Spezialisierung (ähnlich der Verwendungsreihe bei der Marine).
Die Dienstgradabzeichen auf den Tropen- oder Kolonialuniformen italienischer Offiziere wichen zuletzt vom 1933 eingeführten Streifenstandard ab und hatten ausschließlich Sterne, die um das Symbol der jeweiligen Truppengattung oder um das der Generalstabsoffiziere ergänzt wurden. Bei den uniformierten italienischen Kolonialbeamten blieb es auf den Dienstgradabzeichen bei Streifen nach militärischem Vorbild.